# José Palma (escritor)
José Isaac Palma y Velásquez (3 de junio de 1876 – 12 de febrero de 1903) fue un poeta y soldado filipino. Fue el hijo menor de don Hermógenes Palma, empleado de la independencia, y de Hilaria Velásquez. Su hermano mayor fue el político, intelectual y periodista Rafael Palma. Formó parte del personal de La Independencia cuando escribió "Filipinas", un poema patriótico en español.

## Biografía
Tras finalizar su primera enseñanza (primeros estudios) en Tondó, Palma continuó sus estudios en el Ateneo Municipal . estando  allí, a los  diciseis años  perfeccionó gradualmente sus habilidades en la compocición de versos. Una de sus primeras obras fue La cruz de sampaguitas ("La cruz de los jazmines ") en 1893 la cual publicó en un libro de poemas el cual impresionó a muchos.

A medida que se intensificaron las actividades revolucionarias clandestinas, Palma dedicó su tiempo a componer más poemas.  se unió al Katipunan  en 1894 aunque no entró en batalla al estallido de la Revolución filipina de 1896 aunque sus estudios fueron interrumpidos cuando se dio el Primer Grito en Balintawak en agosto del mismo año . Finalmente se unió a las fuerzas revolucionarias del coronel Rosendo Simón en 1899 cuando estalló la guerra entre Filipinas y Estados Unidos y luchó bajo el mando del coronel Servillano Aquino en los encuentros de Ángeles y Bambán . Como no pudo hacer frente físicamente a las dificultades de la guerra, permaneció a menudo en los campamentos entreteniendo a los soldados con kundiman, un arte poético y musical tradicional filipino.
José se unió al personal de la sección del periódico revolucionario La independencia en tagalo, para luchar contra los estadounidenses de otra manera pues no pudo hacerlo en el campo de batalla. durante este tiempo Palma y sus colegas del periódico a menudo componían canciones y poemas que  mientras descansaban en campamentos u otros lugares durante las huidas lejos de las fuerzas estadounidenses que los perseguían.

### Escritura de "Filipinas"
Fue durante un momento de descanso del personal del periódico en Bautista, Pangasinán, cuando el espíritu poético produjo la oda española "Filipinas". el poema se escribió "Filipinas" en casa de Doña Romana G. vda. de Favis en Sitio Estación en Barrio Nibaliw, Bayambang (hoy Barangay Población West, Bautista, Pangasinan). 
las líricas finalmente se adaptaron a la melodía instrumental del compositor Julián Felipe, “Marcha nacional filipina”, (la cual fue compuesta como música incidental) un año antes para la Declaración de Independencia de Filipinas en Kawit, Cavite . el poema "Filipinas" se publicó en el primer aniversario del periódico "La independencia" el 3 de septiembre de 1899.

#### Poema completo
tierra adorada,hija del sol de oriente, 
su fuego ardiente en ti latiendo está.
tierra de amores 
del heroísmo cuna 
los invasores no te hollarán jamás.

en tu azul cielo, en tus auras, 
en tus montes y en tu mar 
esplende y late el poema 
de tu amada libertad.

tu pabelloón que en las lides
la victoria iluminó,
no veran nunca apagados
sus estrellas ni su sol.

tierra de dichas, de sol y amores 
en tu regazo dulce es vivir 
es una gloria para tus hijos  
cuando te ofenden por ti morir

## Muerte
el poéta  murió de tuberculosis el 12 de febrero de 1903, a los 26 años. fuera de lo ya mencionado, no se conocen registros  históricos sobre dónde se encuentra su lugar de sepultura; sin embargo, se cree que sus restos fueron enterrados en  la Iglesia Parroquial María Clara  en Santa Cruz, Manila .   

## véase también
- Filipinas
- lupang hinirang
- revolución filipina
- español de filipinas
- Emilio aguinaldo
- José rizal